# VIIe siècle av. J.-C. en architecture
VIIIe siècle av. J.-C. en architecture - VIIe siècle av. J.-C. - VIe siècle av. J.-C. en architecture
Cet article concerne les événements concernant l'architecture qui se sont déroulés durant le VIIe siècle av. J.-C.

## Réalisations

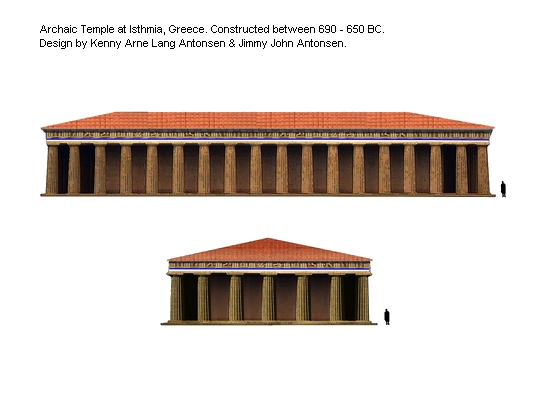
Reconstitution du temple de Poséidon à Isthmia, construit entre 690 et 650 av. J.-C.

- Vers 660-650 av. J.-C. : construction de l’Héraion de Samos (hécatompédon, « temple de 100 pieds »), premier grand temple grec à plan rectangulaire avec le sanctuaire d’Artémis Orthia à Sparte et l’Héraion de Perachora près de Corinthe[1]. Ces temples, souvent construits en marge de l’habitat, dérivent de l’architecture civile de l’époque précédente (Lefkandi). On peut en conclure que les temples grecs apparaissent au moment où la royauté disparaît de certaines régions.